# Drohomirczany
Drohomirczany (ukr. Драгомирчани) – wieś w rejonie tyśmienickim Ukrainy nad Bystrzycą Sołotwińską.
Wieś prawa wołoskiego, położona była w drugiej połowie XV wieku w ziemi halickiej województwa ruskiego. Przed 1772 miejscowość znajdowała się w granicach Rzeczypospolitej. W latach 1772–1918 wieś znajdowała się pod zaborem austriackim i położona była na terytorium Królestwa Galicji i Lodomerii, w obwodzie stanisławowskim. Wieś podlegała pod urząd pocztowy w Bohorodczanach oraz cerkiew prawosławną w Krechowcach i parafię rzymskokatolicką w Łyścu. Właścicielem tabularnym był Rudolf hrabia Stadion, a współwłaścicielem Tomasz Konarski. W 1881 wieś liczyła 814 mieszkańców, w tym 694 wiernych Cerkwi greckokatolickiej, 90 wyznawców Kościoła rzymskokatolickiego i 18 izraelitów.
24 lipca 1917 w rejonie wsi rozegrała się bitwa pod Krechowcami.
W dwudziestoleciu międzywojennym Drohomirczany były gminą wiejską w powiecie stanisławowskim w Polsce, która z dniem 1 sierpnia 1934 włączona została do gminy Łysiec. 
W latach 1941–1944 nacjonaliści ukraińscy z OUN-UPA zamordowali tutaj 10 Polaków.

## Urodzeni w Drohomirczanach
- Stefan Lewiński (1736–1806) - unicki duchowny
- Julian Sas-Kulczycki (1887-1946) - pułkownik żandarmerii